# Water Research and Management
Water Research and Managment је мултидисциплинарни часопис који објављује оригиналне научне и прегледне радове из различитих дисциплина техничких наука, хидрологије, хидраулике, биологије и других дисциплина повезаних са коришћењем и заштитом водних ресурса и акватичних екосистема. Часопис излази четири пута годишње.

## Теме
- Water Resources
- Hydrology
- Water Quality
- Water Treatment
- Biology
- Water Management
- Water Policy

## Електронски облик часописа
Часопис излази у електронском облику у отвореном приступу од оснивања 2011. године (eISSN 2217-5547).